# Agustinia
Agustinia era um género de saurópode do Cretáceo Inferior que viveu onde é hoje a América do Sul. Contém apenas a espécie Agustinia ligabuei. Como todos os saurópodes conhecidos, foi quadrúpede e herbívoro. Além da armadura, muito pouco se sabe sobre a anatomia do Agustinia. As fíbulas (ossos da perna) foram recuperados, que é de cerca de 3 pés (895 milímetros) de comprimento. O Agustinia pode ter atingido 15 metros de comprimento.